# Markus Olsson
Markus Olsson (født 4. maj 1990 i Karlshamn, Sverige) er en svensk håndboldspiller, der spiller for Skjern Håndbold i den danske håndboldliga og Sveriges håndboldlandshold.